# マリヤ・カラカシェバ
マリヤ・カラカシェバ（Mariya Karakasheva、女性、1988年10月27日 - ）は、ブルガリアの元バレーボール選手。ポジションはアウトサイドヒッター。元ブルガリア代表。

## 来歴
2006年、ブルガリア代表に初選出された。2006/07シーズンにCSKA Sofiaへ入団し、5年間プレーした。2018年、ヨーロッパリーグで金メダルを獲得し、自身もMVPに選ばれた。同年9-10月の世界選手権に出場した。2019/20シーズンよりルーマニアリーグのDinamo Bucureștiでプレーしている。

## 球歴
- 世界選手権 - 2018年
- 欧州選手権 - 2009年、2011年、2013年、2019年
- ネーションズリーグ - 2019年

## 受賞歴
- 2013年 ヨーロッパリーグ ベストレシーバー賞
- 2018年 ヨーロッパリーグ MVP

## 所属クラブ
- CSKA Sofia（2006-2011年）
- ザレチエ・オジンツォボ（2011-2012年）
- CSM ブカレスト（2012-2013年）
- Dinamo București（2013-2014年）
- CSM ブカレスト（2015-2016年）
- Volley Soverato（2016-2017年）
- MKS Muszynianka Muszyna（2017-2018年）
- CSMヴォレイ・アルバ・ブラジ（2018-2019年）
- Dinamo București（2019-2022年）